# Gran Premio di Svezia 1974
Il Gran Premio di Svezia 1974 è stata la settima prova della stagione 1974 del Campionato mondiale di Formula 1. Si è corsa domenica 9 giugno 1974 sul Circuito di Anderstorp. La gara è stata vinta dal sudafricano Jody Scheckter su Tyrrell-Ford Cosworth; per il vincitore si trattò del primo successo nel mondiale. Ha preceduto sul traguardo il francese Patrick Depailler, suo compagno di scuderia, e il britannico James Hunt su Hesketh-Ford Cosworth. Quella di Scheckter fu la prima vittoria di un pilota sudafricano nel Campionato mondiale di F1. Per Depailler si trattò del primo podio nel mondiale, così come per la Hesketh, quale costruttore.

## Vigilia

### Aspetti tecnici
La BRM affidò anche a Henri Pescarolo il modello P201.

### Aspetti sportivi
Brian Redman abbandonò di nuovo la Formula 1: al suo posto, in Shadow, venne iscritto il pilota svedese esordiente Bertil Roos, proveniente dalla F2. La Iso-Marlboro portò di nuovo una seconda vettura, affidata al danese Tom Belsø. Si rivide anche la AAW Racing, che utilizzava una Surtees TS16 per Leo Kinnunen. Il finlandese utilizzò, in questa gara, il numero 23, in luogo del numero 44, impiegato nel Gran Premio del Belgio.
La BRM non riparò in tempo la vettura di François Migault, che così non prese parte alla gara. Anche la partecipazione di Jean-Pierre Beltoise fu in dubbio, in quanto la polizia francese aveva ritirato la patente per eccesso di velocità.
L'infortunato Hans-Joachim Stuck non poté prendere parte all'evento, tanto da venir rimpiazzato, alla March, con un pilota locale, Reine Wisell. Wisell aveva corso in vari gran premi, tra il 1970 e il 1973, cogliendo anche un terzo posto, all'esordio, nel Gran Premio degli Stati Uniti d'America 1970, con la Lotus.
Non si presentarono alla gara svedese la Maki, la Amon, la Trojan, la Token e la Lyncar. Anche la Scuderia Finotto non prese parte all'evento.

## Qualifiche

### Resoconto
Niki Lauda fu il più rapido della prima giornata di prove. Il pilota della Scuderia Ferrari chiuse in 1'26"9, precedendo di mezzo secondo il pilota di casa Ronnie Peterson, e di sei decimi Jody Scheckter. L'altro pilota Ferrari, Clay Regazzoni, chiuse col dodicesimo tempo, in 1'30"2. Il ticinese fu anche autore di un'uscita di pista, che danneggiò il musetto e l'acceleratore. Dopo soli tre giri di prova Arturo Merzario, infortunato un dito durante una gara di Imola di pochi giorni prima, cedette il suo volante alla Iso-Rivolta a Richard Robarts, che aveva corso le prime tre gare della stagione con la Brabham.
Le condizioni meteorologiche furono particolarmente difficili, con alternanza tra pioggia e sole, che rendevano difficili la messa a punto delle monoposto.
Il sole delle prove del sabato permise un rimescolamento della classifica dei tempi. Verso il termine delle prove ufficiali Patrick Depailler su Tyrrell conquistò la sua prima (e unica) pole position nel mondiale, con 1'24"758. Il francese venne accompagnato in prima fila dal compagno di team Jody Scheckter, mentre la seconda fila fu monopolizzata dalle due Ferrari. La qualifica fu molto serrata, con otto piloti racchiusi in un secondo.
Quella di Depailler fu la prima partenza al palo nel mondiale per un pilota francese, e fu anche l'unica occasione in cui due Tyrrell completarono la prima fila.

### Risultati
I risultati delle qualifiche furono i seguenti:
| Pos | Nº | Pilota               | Costruttore                | Tempo       | Griglia |
| --- | -- | -------------------- | -------------------------- | ----------- | ------- |
| 1   | 4  | Patrick Depailler    | Tyrrell-Ford Cosworth      | 1'24"758    | 1       |
| 2   | 3  | Jody Scheckter       | Tyrrell-Ford Cosworth      | 1'25"076    | 2       |
| 3   | 12 | Niki Lauda           | Ferrari                    | 1'25"161    | 3       |
| 4   | 11 | Clay Regazzoni       | Ferrari                    | 1'25"276    | 4       |
| 5   | 1  | Ronnie Peterson      | Lotus-Ford Cosworth        | 1'25"390    | 5       |
| 6   | 24 | James Hunt           | Hesketh-Ford Cosworth      | 1'25"556    | 6       |
| 7   | 2  | Jacky Ickx           | Lotus-Ford Cosworth        | 1'25"650    | 7       |
| 8   | 17 | Jean-Pierre Jarier   | Shadow-Ford Cosworth       | 1'25"725    | 8       |
| 9   | 5  | Emerson Fittipaldi   | McLaren-Ford Cosworth      | 1'25"938    | 9       |
| 10  | 7  | Carlos Reutemann     | Brabham-Ford Cosworth      | 1'25"962    | 10      |
| 11  | 33 | Mike Hailwood        | McLaren-Ford Cosworth      | 1'26"040    | 11      |
| 12  | 6  | Denny Hulme          | McLaren-Ford Cosworth      | 1'26"480    | 12      |
| 13  | 14 | Jean-Pierre Beltoise | BRM                        | 1'26"813    | 13      |
| 14  | 28 | John Watson          | Brabham-Ford Cosworth      | 1'27"100    | 14      |
| 15  | 26 | Graham Hill          | Lola-Ford Cosworth         | 1'27"173    | 15      |
| 16  | 9  | Reine Wisell         | March-Ford Cosworth        | 1'27"382    | 16      |
| 17  | 10 | Vittorio Brambilla   | March-Ford Cosworth        | 1'27"390    | 17      |
| 18  | 27 | Guy Edwards          | Lola-Ford Cosworth         | 1'27"407    | 18      |
| 19  | 15 | Henri Pescarolo      | BRM                        | 1'27"503    | 19      |
| 20  | 8  | Rikky von Opel       | Brabham-Ford Cosworth      | 1'27"690    | 20      |
| 21  | 21 | Tom Belsø            | Iso Marlboro-Ford Cosworth | 1'27"889    | 21      |
| 22  | 19 | Jochen Mass          | Surtees-Ford Cosworth      | 1'28"119    | 22      |
| 23  | 16 | Bertil Roos          | Shadow-Ford Cosworth       | 1'28"298    | 23      |
| 24  | 18 | Carlos Pace          | Surtees-Ford Cosworth      | 1'28"574    | 24      |
| 25  | 20 | Richard Robarts      | Iso Marlboro-Ford Cosworth | 1'28"930    | NP      |
| NQ  | 23 | Leo Kinnunen         | Surtees-Ford Cosworth      | 1'29"387    | 25      |
| NQ  | 22 | Vern Schuppan        | Ensign-Ford Cosworth       | 1'29"480    | 26      |
| NQ  | 20 | Arturo Merzario      | Iso Marlboro-Ford Cosworth | senza tempo | NQ      |

## Gara

### Resoconto
La vettura di Tom Belsø non poté essere riparata, così la Williams decise di fargli utilizzare la monoposto di Richard Robarts, che così non prese parte alla gara. Venne ripescato il primo dei non qualificati, Leo Kinnunen. Gli organizzatori, per garantire il numero di 25 vetture in pista, fecero schierare sulla griglia anche l'altro non qualificato, Vern Schuppan, nel caso un altro dei piloti non fosse in grado di prendere parte alla gara. Ciò non si verificò ma, in assenza di comunicazioni, l'australiano rimase in griglia e prese parte al gran premio.
Patrick Depailler partì peggio del suo compagno di scuderia Jody Scheckter, che si pose così al comando. Il pilota di casa Ronnie Peterson ebbe una bella partenza, in cui sfilò le due Ferrari, e passò pure Depailler alla prima curva. Nei primi giri si ritirarono le due BRM, Bertil Roos, e anche Mike Hailwood. Il britannico, al quinto giro, si fermò a bordo pista per un problema al filtro della benzina, che tentò anche di riparare da sé, ma senza successo.
Al nono giro terminò la gara per Peterson, per la rottura dell'albero della trasmissione. La gara era così comandata dal duo della Tyrrell, seguito dalle due Ferrari, poi Carlos Reutemann, James Hunt e Jean-Pierre Jarier.
Al quindicesimo giro Jacky Ickx, penalizzato da un problema all'impianto elettrico, venne passato da Emerson Fittipaldi e Denny Hulme, scalando così in decima posizione. Due giri dopo Hunt prese la quinta piazza a Reutemann. Poco dopo Ickx si fermò ai box per la sostituzione della batteria e della scatola dei transistor: ripartì ultimo.
Clay Regazzoni fu costretto all'abbandono al giro 23, per la rottura del cambio. Al ventiseiesimo passaggio esplode l'estintore sulla vettura di Jarier, che fu in grado di proseguire una volta che si svuotò l'estintore, dovendo però rallentare e cedere la posizione alla due McLaren e a Vittorio Brambilla. Al giro 29 una perdita d'olio costrinse anche Reutemann a guadagnare la via dei box. La gara vedeva ancora al comando Jody Scheckter, davanti a Patrick Depailler, Niki Lauda, James Hunt, Emerson Fittipaldi, Denny Hulme e Brambilla.
Lauda era limitato dal degrado degli pneumatici, che consentì a Hunt di avvicinarsi. Al giro 55 ci fu il ritiro di Jochen Mass, seguito, dopo un giro, da quello di Hulme, per la rottura di una sospensione. Quattro giri dopo, per lo stesso problema, terminò la gara anche Reine Wisell, che era ottavo. Al sessantaseiesimo giro Hunt passò Lauda, per il terzo posto.
La gara dell'austriaco della Ferrari proseguì per soli due giri, quando un guasto al cambio lo costrinse al ritiro. Negli ultimi giri Hunt si avvicinò al duo di testa, che però non venne mai minacciato. Nell'ultimo giro ci fu l'ultimo colpo di scena, con Brambilla che, a causa della mancanza di benzina, fu costretto a fermarsi, perdendo la possibilità di giungere nella zona dei punti.
Jody Scheckter si aggiudicò la sua prima vittoria nel mondiale, la prima di un pilota sudafricano. Patrick Depailler, secondo, colse il suo primo podio, mentre James Hunt, terzo, fece ottenere alla Hesketh il primo arrivo nei primi tre, da quando la scuderia costruiva il proprio telaio. Graham Hill giunse sesto, cogliendo l'ultimo punto in carriera.

### Risultati
I risultati del gran premio sono i seguenti:
| Pos | No | Pilota               | Costruttore                | Giri | Tempo/Ritiro                                | Pos. Griglia | Punti |
| --- | -- | -------------------- | -------------------------- | ---- | ------------------------------------------- | ------------ | ----- |
| 1   | 3  | Jody Scheckter       | Tyrrell-Ford Cosworth      | 80   | 1h58'31"391                                 | 2            | 9     |
| 2   | 4  | Patrick Depailler    | Tyrrell-Ford Cosworth      | 80   | + 0"380                                     | 1            | 6     |
| 3   | 24 | James Hunt           | Hesketh-Ford Cosworth      | 80   | + 3"325                                     | 6            | 4     |
| 4   | 5  | Emerson Fittipaldi   | McLaren-Ford Cosworth      | 80   | + 53"507                                    | 9            | 3     |
| 5   | 17 | Jean-Pierre Jarier   | Shadow-Ford Cosworth       | 80   | + 1'16"403                                  | 8            | 2     |
| 6   | 26 | Graham Hill          | Lola-Ford Cosworth         | 79   | + 1 giro                                    | 15           | 1     |
| 7   | 27 | Guy Edwards          | Lola-Ford Cosworth         | 79   | + 1 giro                                    | 18           |       |
| 8   | 21 | Tom Belsø            | Iso Marlboro-Ford Cosworth | 79   | + 1 giro                                    | 21           |       |
| 9   | 8  | Rikky von Opel       | Brabham-Ford Cosworth      | 79   | + 1 giro                                    | 20           |       |
| 10  | 10 | Vittorio Brambilla   | March-Ford Cosworth        | 78   | Motore                                      | 17           |       |
| 11  | 28 | John Watson          | Brabham-Ford Cosworth      | 77   | + 3 giri                                    | 14           |       |
| SQ  | 22 | Vern Schuppan        | Ensign-Ford Cosworth       | 77   | Squalificato                                | 26           |       |
| Rit | 12 | Niki Lauda           | Ferrari                    | 70   | Cambio                                      | 3            |       |
| Rit | 9  | Reine Wisell         | March-Ford Cosworth        | 59   | Sospensione                                 | 16           |       |
| Rit | 6  | Denny Hulme          | McLaren-Ford Cosworth      | 56   | Sospensione                                 | 12           |       |
| Rit | 19 | Jochen Mass          | Surtees-Ford Cosworth      | 53   | Sospensione                                 | 22           |       |
| Rit | 7  | Carlos Reutemann     | Brabham-Ford Cosworth      | 30   | Perdita d'olio                              | 10           |       |
| Rit | 2  | Jacky Ickx           | Lotus-Ford Cosworth        | 27   | Motore                                      | 7            |       |
| Rit | 11 | Clay Regazzoni       | Ferrari                    | 24   | Cambio                                      | 4            |       |
| Rit | 18 | Carlos Pace          | Surtees-Ford Cosworth      | 15   | Tenuta di strada                            | 24           |       |
| Rit | 1  | Ronnie Peterson      | Lotus-Ford Cosworth        | 8    | Trasmissione                                | 5            |       |
| Rit | 23 | Leo Kinnunen         | Surtees-Ford Cosworth      | 8    | Motore                                      | 25           |       |
| Rit | 33 | Mike Hailwood        | McLaren-Ford Cosworth      | 5    | Perdita di benzina                          | 11           |       |
| Rit | 14 | Jean-Pierre Beltoise | BRM                        | 3    | Motore                                      | 13           |       |
| Rit | 16 | Bertil Roos          | Shadow-Ford Cosworth       | 2    | Cambio                                      | 23           |       |
| Rit | 15 | Henri Pescarolo      | BRM                        | 0    | Incendio                                    | 19           |       |
| NP  | 20 | Richard Robarts      | Iso Marlboro-Ford Cosworth |      | Vettura utilizzata dal compagno di scuderia | 25           |       |
| INF | 20 | Arturo Merzario      | Iso Marlboro-Ford Cosworth |      |                                             |              |       |

## Statistiche
Piloti
- 1ª vittoria per Jody Scheckter
- 1° e unica pole position per Patrick Depailler
- 1° podio per Patrick Depailler
- 1º giro più veloce per Patrick Depailler
- 50º Gran Premio per Clay Regazzoni
- 1° e unico Gran Premio per Bertil Roos e Leo Kinnunen
- Ultimo Gran Premio per Reine Wisell e Richard Robarts

Costruttori
- 17° vittoria per la Tyrrell
- 1° podio per la Hesketh

Motori
- 72ª vittoria per il motore Ford Cosworth
- 190° podio per il motore Ford Cosworth

Giri al comando
- Jody Scheckter (1-80)

## Classifiche

### Piloti
| Pos. | Pilota               | Punti |
| ---- | -------------------- | ----- |
| 1    | Emerson Fittipaldi   | 27    |
| 2    | Clay Regazzoni       | 22    |
| 3    | Niki Lauda           | 21    |
| 4    | Jody Scheckter       | 21    |
| 5    | Denny Hulme          | 11    |
| 6    | Ronnie Peterson      | 10    |
| 7    | Patrick Depailler    | 10    |
| 8    | Jean-Pierre Beltoise | 10    |
| 9    | Carlos Reutemann     | 9     |
| 10   | Mike Hailwood        | 9     |
| 11   | Jean-Pierre Jarier   | 6     |
| 12   | Hans-Joachim Stuck   | 5     |
| 13   | Jacky Ickx           | 4     |
| 14   | James Hunt           | 4     |
| 15   | Carlos Pace          | 3     |
| 16   | Arturo Merzario      | 1     |
| 17   | John Watson          | 1     |
| 18   | Graham Hill          | 1     |

### Costruttori
| Pos. | Team                       | Punti |
| ---- | -------------------------- | ----- |
| 1    | McLaren-Ford Cosworth      | 40    |
| 2    | Ferrari                    | 30    |
| 3    | Tyrrell-Ford Cosworth      | 25    |
| 4    | Lotus-Ford Cosworth        | 13    |
| 5    | Brabham-Ford Cosworth      | 10    |
| 6    | BRM                        | 10    |
| 7    | Shadow-Ford Cosworth       | 6     |
| 8    | March-Ford Cosworth        | 5     |
| 9    | Hesketh-Ford Cosworth      | 4     |
| 10   | Surtees-Ford Cosworth      | 3     |
| 11   | Iso Marlboro-Ford Cosworth | 1     |
| 12   | Lola-Ford Cosworth         | 1     |